# Estados Unidos nos Jogos Olímpicos de Inverno de 1952
Os Estados Unidos competiram os Jogos Olímpicos de Inverno de 1952 em Oslo, Noruega.